# Let Me in Your Life
Let Me in Your Life är ett musikalbum av Aretha Franklin lanserat 1974 på Atlantic Records. Albumet innehöll den stora amerikanska och brittiska singelhiten "Until You Come Back to Me (That's What I'm Gonna Do)" och blev ett av hennes bäst säljande 1970-talsalbum. Även hennes insjungningar av "Ain't Nothing Like the Real Thing" och "I'm in Love" nådde placering på amerikanska singellistan. För insjungningen av "Ain't Nothing Like the Real Thing" tilldelades Franklin senare en Grammy i kategorin "Best Female R&B Vocal Performance".

## Låtlista
(kompositör inom parentes)
1. "Let Me in Your Life" (Bill Withers)
2. "Every Natural Thing" (Eddie Hinton)
3. "Ain't Nothing Like the Real Thing" (Nickolas Ashford, Valerie Simpson)
4. "I'm in Love" (Bobby Womack)
5. "Until You Come Back to Me (That's What I'm Gonna Do)" (Clarence Paul, Stevie Wonder, Morris Broadnax)
6. "The Masquerade is Over" (Herbert Magidson, Allie Wrubel)
7. "With Pen in Hand" (Bobby Goldsboro)
8. "Oh Baby" (Aretha Franklin)
9. "Eight Days On the Road" (Michael Gayle, Jerry Ragovoy)
10. "If You Don't Think" (Aretha Franklin)
11. "A Song for You" (Leon Russell)

## Listplaceringar
- Billboard 200, USA: #14[2]
- RPM, Kanada: #15[3]